# Winiary (Głogówek)

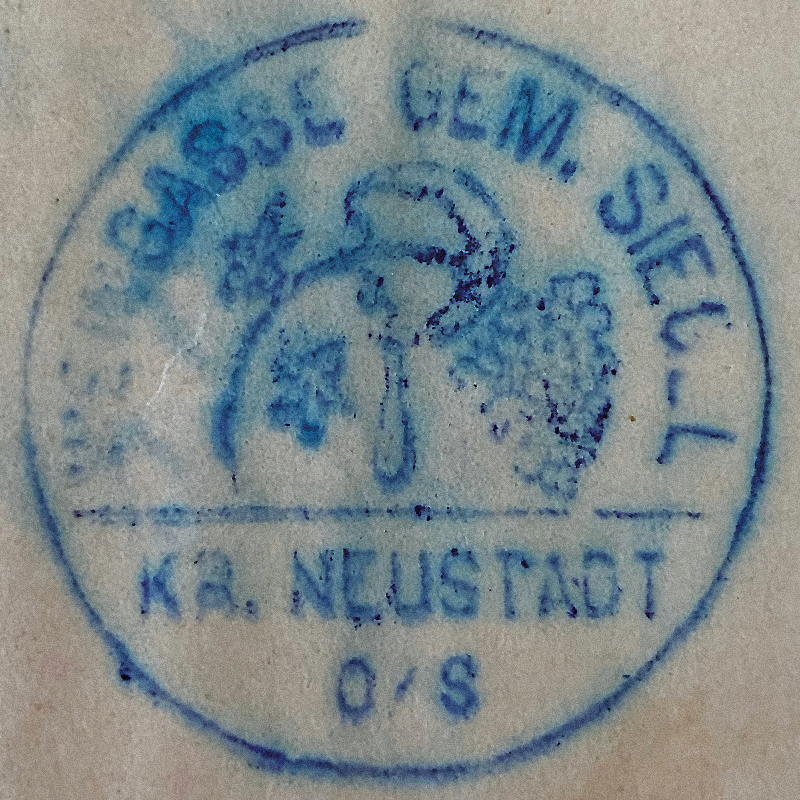
Pieczęć Winiar (1897)

Winiary (niem. Weingasse) – część miasta Głogówka, która obejmuje obszar w okolicy ul. Winiary.

## Nazwa
Nazwa Winiary łączy się z uprawą winorośli jaką tu uprawiano w okresie ocieplenia się klimatu. Również elementy winogrona, jak i kosoków są w herbie Głogówka.

## Położenie
Winiary leżą w północnej części Głogówka w okolicy drogi wojewódzkiej nr 416 do Krapkowic i drogi do Walec.

## Historia
Wsie kameralne Winiary i Oracze zostały nadane miastu Głogówek w 1386 przez księcia Władysława Opolczyka. W drugiej połowie XVI wieku na Winiarach stało 25 domów.
Miejscowość posiadała swoją własną pieczęć, która przedstawiała w polu nóż do winorośli (sierp), za nim gałązkę winorośli, a w otoku napis: WEINGASSE GEM. SIEGEL / KR. NEUSTADT O/S (pol. Gmina Winiary / Powiat Prudnicki, Górny Śląsk).
W październiku 1831 na ziemi prudnickiej rozpoczęła się epidemia cholery. Od października do listopada pochłonęła ona 2 mieszkańców Winiar.
W spisie gromad i miejscowości w powiecie prudnickim na dzień 1 stycznia 1953 wymieniono Winiary jako przedmieście Głogówka.

## Liczba mieszkańców
- 1871 – 428[7]
- 1885 – 480[8]

## Obiekty
Do ważniejszych obiektów znajdujących się w Winiarach można zaliczyć Przedszkole Publiczne nr 4, Zespół Szkół w Głogówku, Stadion Miejski, cmentarz żydowski i cmentarz żołnierzy niemieckich regularnie czyszczony i pielęgnowany przez pozostałą ludność autochtoniczną. Jest też lasek zwany olszynką. Lasek ten porośnięty jest głównie olchami. Jest miejscem spacerów i wycieczek rowerowych z wytyczonymi ścieżkami prowadzącymi między innymi do oczyszczalni ścieków położonej w dolinie nad rzeką Młynówką.
Na terenie Winiar funkcjonowała miejska szubienica oraz szafot. W 2021 r. archeolodzy z Uniwersytetu Gdańskiego podjęli się próby odszukania śladów tych budowli.

## Kultura
W Winiarach działa Niemieckie Koło Przyjaźni (Deutscher Freundeskreis) – oddział terenowy Towarzystwa Społeczno-Kulturalnego Niemców na Śląsku Opolskim.
W 2018 Winiary przystąpiły do Programu Odnowy Wsi Opolskiej.

## Ludzie związani z Winiarami
- Jan Cybis, malarz, pedagog i krytyk sztuki
- Rafał Urban, pisarz, gawędziarz śląski